# John Dalrymple (11e comte de Stair)
Pour les articles homonymes, voir John Dalrymple.
John Hew North Gustav Henry Hamilton-Dalrymple, 11e comte de Stair (12 juin 1848 - 2 décembre 1914), connu sous le nom de vicomte Dalrymple de 1864 à 1903, est un officier et noble de l'armée britannique.

## Famille
Hamilton-Dalrymple est le fils de John Dalrymple (10e comte de Stair) et de sa femme, Louisa Jane Henrietta Emily de Franquetot. Il épouse Susan Harriet Grant-Suttie, fille de James Grant-Suttie, 6e baronnet et Susan Harriet Innes-Ker, le 10 avril 1878. Ils divorcent en 1905. Ils ont deux enfants :
- Beatrice Susan Dalrymple (décédée le 10 mai 1962) épouse en 1905 (divorcé en 1922) Archibald Montgomerie (16e comte d'Eglinton) ;
- John Dalrymple (12e comte de Stair) (né le 1er février 1879 - décédé le 4 novembre 1961).

## Carrière
Lord Stair est capitaine de l'Ayrshire (Earl of Carrick's Own) Yeomanry, et est promu major le 4 mars 1902. Il reçoit le grade honorifique de lieutenant-colonel le 2 août 1902.
En 1912, il devient président de l'influent groupe écologiste écossais Cockburn Association, quittant le poste l'année suivante. Son fils John devient président du groupe en 1932. Il est président de la Royal Scottish Geographical Society de 1910 à 1914.
Lord Stair est décédé le 2 décembre 1914, à l'âge de 66 ans.